# Luce (mascota)
Luce («Luz» en italiano) es la mascota oficial del Jubileo de 2025 de la Iglesia católica. Este personaje femenino tiene cabello azul y viste una chaqueta impermeable amarilla, que simboliza «viajar a través de las tormentas de la vida» y hace referencia a la bandera de la Ciudad del Vaticano. Diseñada por el fundador de Tokidoki, Simone Legno, representa a un peregrino católico. La acompañan un perro llamado Santino y tres amigos llamados Fe, Xin y Sky.

## Descripción
Luce es la representación de una niña peregrina que tiene cabello azul y usa una chaqueta impermeable amarilla, cuyo color hace referencia a la bandera de la Ciudad del Vaticano y es también un símbolo de «viajar a través de las tormentas de la vida». Lleva un bordón de peregrino, que representa «la peregrinación hacia la eternidad», y calza botas manchadas de barro para representar «un viaje largo y difícil». Sus ojos tienen reflejos en forma de concha de venera, símbolo tradicional de la peregrinación católica; sus ojos brillantes fueron descritos como «un símbolo de la esperanza del corazón». Luce también lleva un rosario alrededor de su cuello.
Simone Legno, diseñador de Luce, dijo que esperaba que «Luce pueda representar los sentimientos que resuenan en los corazones de las generaciones más jóvenes».

## Historia
Luce fue presentada por el arzobispo Rino Fisichella, del Dicasterio para la Evangelización, el 28 de octubre de 2024, como la mascota oficial del Jubileo de 2025. Dijo que Luce se inspiró en el deseo de la Iglesia católica «de vivir incluso dentro de la cultura pop tan querida por nuestra juventud». Luce representó a la Santa Sede en Lucca Comics & Games en 2024, la primera vez que el Vaticano participó oficialmente en una convención de cómics, y aparecerá en la Expo 2025 en Osaka, Japón.

## Recepción
Tras la presentación de Luce, rápidamente generó memes en Internet y fan art.

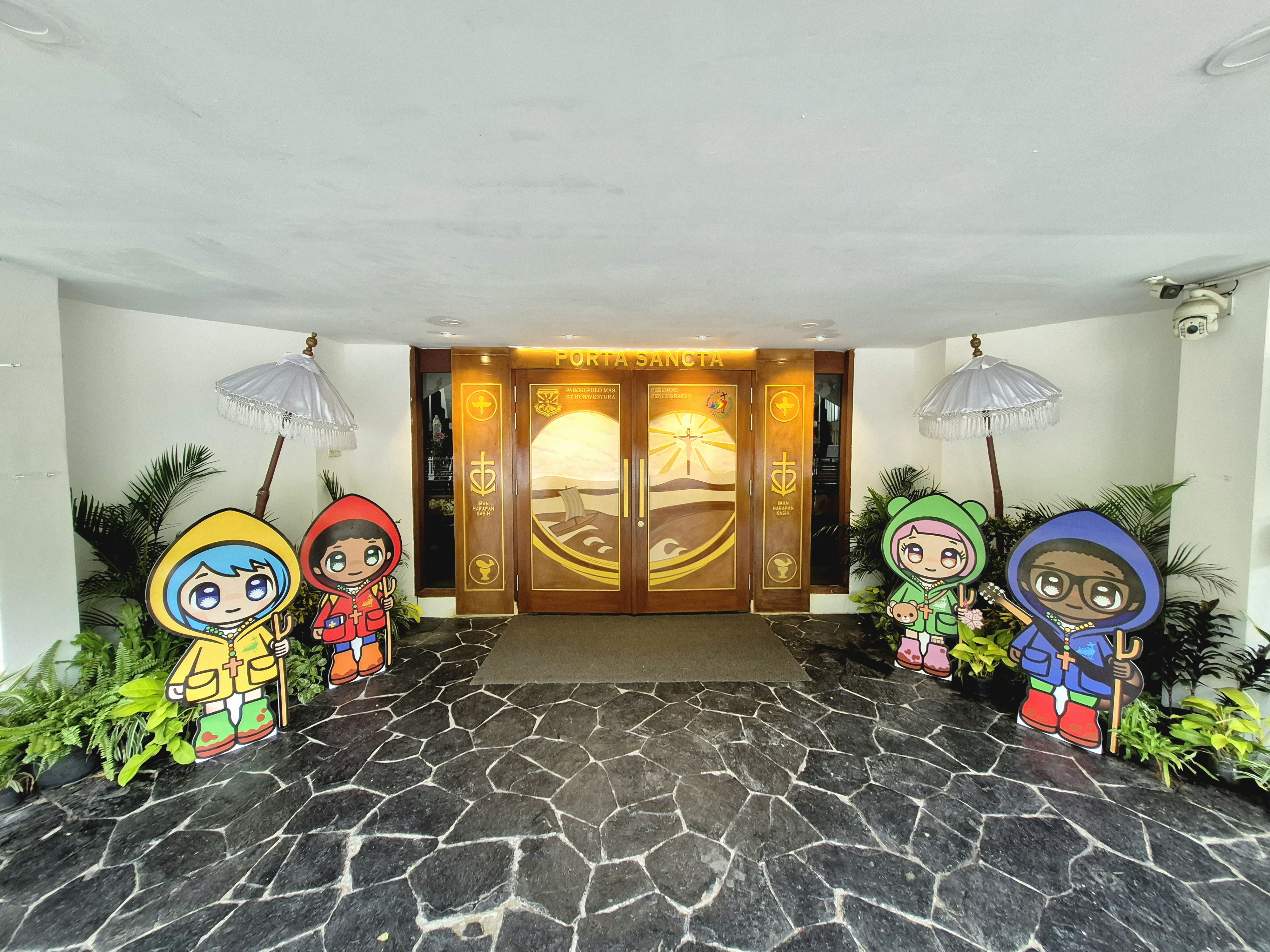
Luce y compañía a un lado de la Puerta Santa de una iglesia.

Los diseños y estilos artísticos generales de Luce y sus amigos han sido comparados con personajes de anime, y los usuarios en sitios web como Twitter han bromeado sobre la adopción por parte de la Iglesia católica de imágenes de anime. Se hicieron comparaciones entre el diseño de Luce y los diseños de Ai Ohto, el protagonista de Wonder Egg Priority, y Rei Ayanami de Neon Genesis Evangelion.
Luce provocó reacciones encontradas entre los católicos. Aunque muchos la aprobaron, algunos comentaristas tradicionalistas la criticaron por ser «demasiado moderna y tonta» para representar al catolicismo.
El uso de una mascota de dibujos animados por parte de la Iglesia católica fue comparado con Jesucristo Colega de la película Dogma. En la película, Jesucristo Colega es un rediseño comercializable y relatable de Jesucristo cuyo objetivo es atraer a un público más joven al catolicismo. Kevin Smith, el director de Dogma, comentó que «Jesucristo Colega guiñó el ojo para que el de Luce pudiera dilatarse».